# Moon Madness (film fra 1920)
Moon Madness er en amerikansk stumfilm fra 1920 af Colin Campbell.

## Medvirkende
- Edith Storey som Valerie / Zora
- Sam De Grasse som Adrien
- Josef Swickard som Latour
- Wallace MacDonald som Jan
- Irene Hunt som Badoura
- William Courtleigh som Raoul
- Frankie Lee
- Fred Starr